# Замок Баллипотри
Замок Баллипотри (англ. Ballyportry Castle) — один из замков Ирландии, расположенный в графстве Клэр. 

## История
Замок Баллипотри был построен в XV веке, по образцу замков башенного типа, которые были построены ирландскими кланами в ирландском стиле. Сейчас замок отреставрирован и доступен для публики. Замок стоит на скальном выступе. Замок популярен среди туристов. Замок сохранился почти невредимым после многих веков бесконечных войн в Ирландии. Замок сохранил атмосферу жизни ирландской аристократии времен средневековья. Сейчас замок Баллипортри является памятником истории и архитектуры национального значения. Замок был населенным на протяжении более 200 лет. С 1960 по 1983 год был отреставрирован Робертом Оуэном Брауном. Нынешние владельцы замка являются архитектор и археолог, занимающиеся вопросами сохранения исторического наследия Ирландии. Замок в настоящее время остается частной резиденцией. Замок представляет собой большую прямоугольную башню на пять этажей. Вход защищен навесными бойницами. Замок окружен небольшой стеной с двумя угловыми округлыми башнями. Замок используется как гостиница для любителей старины и желающих пожить в атмосфере давности, жизнью вождей ирландских кланов средневековья. В замке есть 6 спальных комнат, которые сдаются в аренду. Сохранились старинные камины, в замке работает кухня, где для гостей готовят традиционные ирландские блюда по старинным технологиям. Мебель воспроизведены такими, какими были мебель в замке в XV веке. Даже белье на кроватях используется только льняной ткани, как и были в те времена. Сохранились каменные винтовые лестницы, соединяющие этажи. В давние времена, землями вокруг замка и самым замком Баллипортри владели ирландские кланы О'Брайен и О'Логлин. Вокруг замка сохранился живописный пейзаж и древние ландшафты, почти не затронутые современной цивилизацией. 